# M 78 (туманность)
M 78 (NGC 2068) — отражательная туманность, наблюдаемая в созвездии Ориона и удалённая на 1350—1600 световых лет. Она находится в Облаке Ориона и имеет видимую звёздную величину 8,3m, что делает её ярчайшей отражательной туманностью для наблюдателей на Земле. Внутри M 78 сформировалось погружённое скопление, наблюдаемое в инфракрасном диапазоне, а ярчайшие звёзды этого скопления подсвечивают туманность и делают её видимой.
Туманность открыта Пьером Мешеном в 1780 году и в том же году внесена в каталог Мессье. 

## Характеристики
M 78 — отражательная туманность. Она удалена, по разным оценкам, на 1350—1600 световых лет, а её диаметр составляет 3—5 световых лет. Эта туманность является частью Облака Ориона, а именно — гигантского молекулярного облака Орион B. Рядом c M 78 расположена туманность NGC 2071, а NGC 2064 и NGC 2067 являются частями M 78, но визуально отделены от неё полосой пыли.
Звёзды, находящиеся в туманности, создают недостаточно ультрафиолетового излучения, чтобы ионизовать газ. По этой причине наблюдается лишь рассеянный на пылинках свет звёзд, и спектр туманности непрерывен. Голубой цвет туманности обусловлен как голубоватым цветом самых ярких звёзд, её подсвечивающих, так и тем, что при рэлеевском рассеянии короткие волны рассеиваются лучше, чем длинные. Из всех отражательных туманностей M 78 — самая яркая для земных наблюдателей, её видимая звёздная величина составляет 8,0m.
В туманности и рядом с ней известно 45 звёзд типа T Тельца и 17 объектов Хербига — Аро. Также внутри туманности есть молодое погружённое скопление, в ней и сформировавшееся. Оно не наблюдается в оптическом диапазоне, но обнаружено в инфракрасном, и в нём содержится 192 звезды общей массой 113 M⊙, а суммарная масса скопления на данный момент составляет 266 M⊙. Эффективность звездообразования оказалась достаточно высокой: 30% начальной массы облака, из которого сформировалось скопление, перешло в звёзды. Ярчайшие из звёзд скопления — HD 38563A и HD 38563B, они имеют спектральный класс B и вносят основной вклад в подсвечивание туманности. Массы звёзд, сформировавшихся в туманности, не превышают 5 M⊙.
Наиболее вероятно, что около 300 тысяч лет назад туманность M 78 столкнулась с NGC 2071. Это вызвало вспышку звездообразования, в которой, в частности, сформировались самые яркие звёзды, но звездообразование в облаке шло и до столкновения. Средний возраст протозвёзд в этих двух туманностях составляет около 2 миллионов лет.

## История изучения
Туманность открыл Пьер Мешен в марте 1780 года, достаточно правдоподобно описав её как «два ядра, окружённые туманностью». 17 декабря того же года её наблюдал Шарль Мессье и внёс в свой каталог под номером 78.
В 1786 году Уильям Гершель обнаружил отдельную от M 78 туманность NGC 2071. В 1864 году Генрих Луи Д’Арре открыл NGC 2064, и, наконец, в 1876 году Эрнст Темпель открыл NGC 2067.
В 1919 году Весто Слайфер изучил спектр туманности и сделал вывод, что она светит только отражённым светом.

## Наблюдения

M 78 в созвездии Ориона

M 78 наблюдается в созвездии Ориона, лучшее время для её наблюдения — январь. Угловые размеры туманности составляют около 8×6 минут дуги, а её видимая звёздная величина равна 8,3m.
Туманность видна как тусклое пятно в небольшой бинокль с диаметром объектива 50 мм, а при использовании инструмента с апертурой 70 мм становятся видны две ярчайших звезды туманности, а сама M 78 выглядит как комета. В телескоп с апертурой не менее 120 мм становится видна её структура и видны туманности NGC 2064, 2067 и 2071, расположенные в пределах 20 минут дуги от M 78. Более крупные телескопы позволяют наблюдать больше деталей, а в телескоп с диаметром 350 мм видна структура не только самой M 78, но и NGC 2071.